# Бенджамін Блум (психолог)
Семюель Бенджамін Блум (нар. 21 лютого 1913, Лансфорд — пом. 13 вересня 1999, Чикаго) — американський педагог-психолог, який вніс свій вклад у класифікацію навчальних завдань і теорії оволодіння знаннями.

## Походження та навчання
Бенджамін Блум народився 1913 року в місті американському Лансфорд, штату Пенсильванія. Закінчив Пенсильванський університет зі ступенями бакалавра та магістра в 1935 році. У 1942 році захистив ступінь доктора в університеті Чикаго.

## Наукова діяльність
Бенджамін Блум будучи на посаді президента Товариства дослідників освіти (1956—1966 роки) керував науковою групою, яка провела масштабне дослідження розвитку виняткового таланту, результати якого мають відношення до питання про виняткові досягнення та величі.
У 1956 році, Блум написав перший том своєї праці «Таксономії освітніх цілей: класифікація освітніх цілей» (англ. Taxonomy of Educational Objectives: The Classification of Educational Goals). У цій роботі вчений запропонував класифікацію цілей навчання, яка стала відома як таксономії Блума і залишається основоположним і суттєво важливим елементом в освітньому співтоваристві. В результаті опитування, проведеного у 1981 році були визначені значні праці, які вплинули на розвиток освіти з 1906 до 1981 років Гарольд Р. Шейн і щорічник 1994 року Національного товариства дослідження освіти. Таксономія Блума незабаром була прийнята багатьма навчальними закладами США, однак в подальшому через наростання критики її почали менше використовувати.

Проблема 2 сигми Блума (англ. Bloom's 2 Sigma Problem) також називається його ім'ям.

## Вибрані наукові праці
- Bloom, Benjamin S. (1980). All Our Children Learning. New York: McGraw-Hill.
- Bloom, Benjamin S. Taxonomy of Educational Objectives (1956). Published by Allyn and Bacon, Boston, MA. Copyright (c) 1984 by Pearson Education.
- Bloom, B. S. (ed). (1985). Developing Talent in Young People. New York: Ballantine Books.
- Eisner, Eliot W. «Benjamin Bloom: 1913—1999.» Prospects, the quarterly review of comparative education (Paris, UNESCO: International Bureau of Education), vol. XXX, no. 3, September 2000. Retrieved from http://www.ibe.unesco.org/publications/ThinkersPdf/bloome.pdf [Архівовано 6 листопада 2015 у Wayback Machine.] on April 10, 2009.
- Torsten Husén, Benjamin S. Bloom, in: Joy A. Palmer (ed), Fifty Modern Thinkers on Education: From Piaget to the Present Day, London — New York: Routledge, 2001, pp. 86–90.